# Spišský Štiavnik
Spišský Štiavnik (do 1927 Štiavnik, w latach 1927–1948 Šťavník; niem. Schawnig; węg. Savnik) – wieś (obec) na Słowacji w kraju preszowskim, w powiecie Poprad. Miejscowość położona jest w Kotlinie Hornadzkiej nad rzeką Hornad.
Pierwsze wzmianki o miejscowości pochodzą z roku 1246. 
Według danych z dnia 31 grudnia 2016, wieś zamieszkiwały 2842 osoby, w tym 1433 kobiety i 1409 mężczyzn.
W 2001 roku rozkład populacji względem narodowości i przynależności etnicznej oraz religijnej wyglądał następująco:
- Słowacy – 85,34%
- Romowie – 13,42%
- Czesi – 0,15%
- Ukraińcy – 0,15%
- Rusini – 0,05%

- katolicy – 95,49%
- grekokatolicy – 0,40%
- prawosławni – 0,20%
- ewangelicy – 0,10%
- inni – 0,05%
- niewierzący – 2,03%

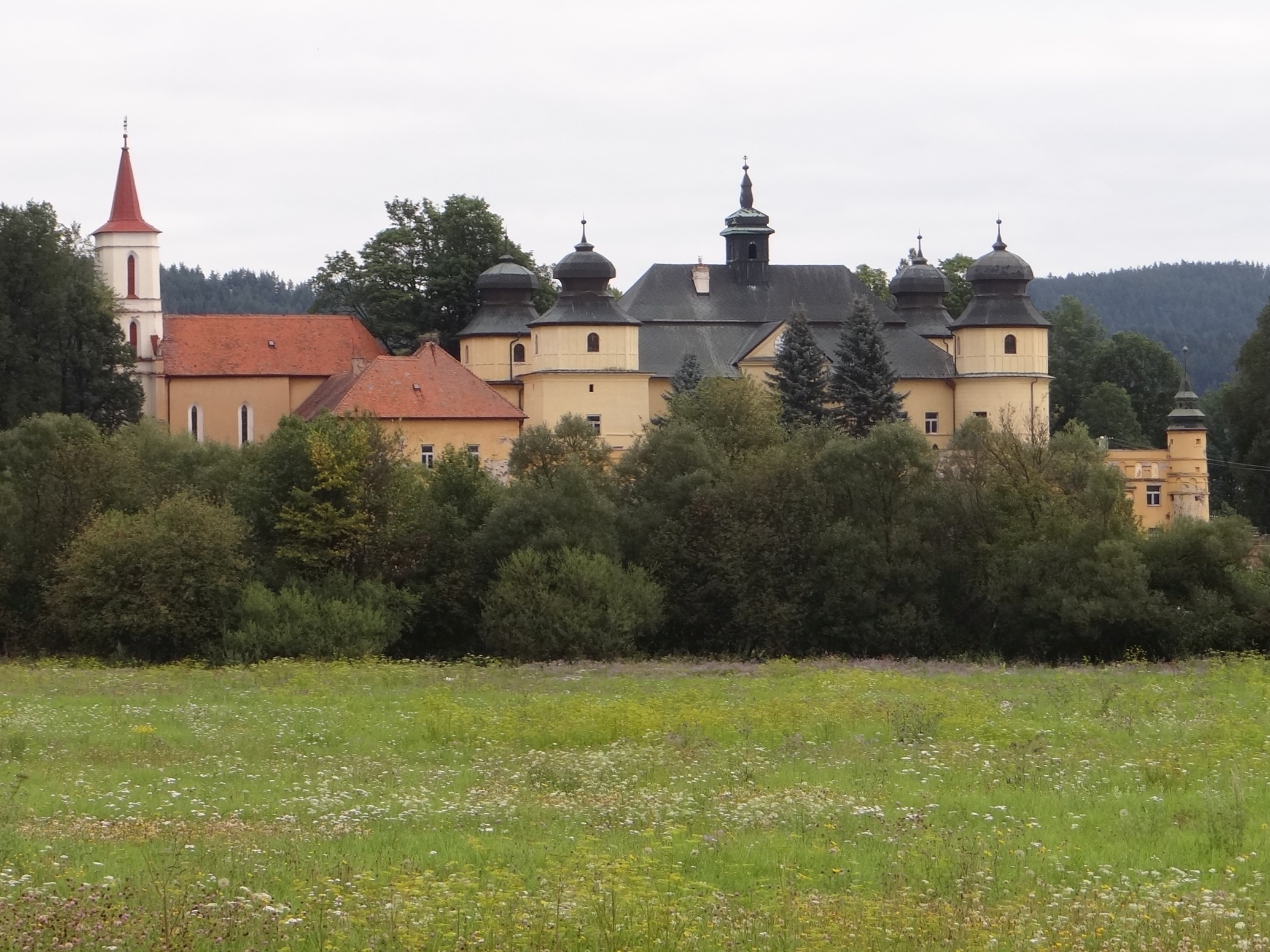
Pałac

- przynależność niesprecyzowana – 1,54%

W granicach administracyjnych obca leży osada Kaštieľ, której centralną budowlą jest renesansowy pałac.